# Charles Coleman Thompson
Charles Coleman Thompson (Louisville, 11 aprile 1961) è un arcivescovo cattolico statunitense, dal 13 giugno 2017 arcivescovo metropolita di Indianapolis.

## Biografia
Monsignor Charles Coleman Thompson è nato a Louisville, Kentucky, l'11 aprile 1961.

### Formazione e ministero sacerdotale
Ha frequentato la scuola elementare "San Carlo" a Saint Mary e nel 1979 si è diplomato alla Moore High School di Louisville. Nel 1983 ha ottenuto il baccalaureato in accounting al Bellarmine College di Louisville. Ha compiuto gli studi ecclesiastici presso la scuola di teologia dell'arciabbazia di Saint Meinrad. Nel 1992 ha ottenuto la licenza in diritto canonico presso la Saint Paul University di Ottawa.
Il 30 maggio 1987 è stato ordinato presbitero per l'arcidiocesi di Louisville da monsignor Thomas Cajetan Kelly. In seguito è stato vicario parrocchiale della parrocchia della pro-cattedrale di San Giuseppe e cappellano della Bethlehem High School di Bardstown dal 1987 al 1990; vicario parrocchiale della parrocchia di San Francesco d'Assisi a Louisville dal 1992 al 1993; vicario giudiziale dal 1993 al 1998; amministratore parrocchiale della parrocchia di San Pietro Claver a Louisville dal 1994 al 1996; cappellano della Presentation Academy di Louisville dal 1995 al 1997; parroco della parrocchia di Sant'Agostino a Lebanon dal 1996 al 2002; difensore del vincolo e giudice del tribunale arcidiocesano dal 1998 al 2008; parroco della parrocchia della Santissima Trinità a Louisville dal 2002 al 2011 e vicario generale dal 2008 al 2011. È stato anche professore aggiunto di diritto canonico presso la scuola di teologia dell'arciabbazia di Saint Meinrad dal 2002 al 2011.

### Ministero episcopale

Stemma di monsignor Thompson come vescovo di Evansville.

Il 26 aprile 2011 papa Benedetto XVI lo ha nominato vescovo di Evansville. Ha ricevuto l'ordinazione episcopale il 29 giugno successivo presso il Roberts Municipal Stadium di Evansville dall'arcivescovo metropolita di Louisville Joseph Edward Kurtz, co-consacranti l'arcivescovo metropolita di Indianapolis Daniel Mark Buechlein, il vescovo emerito di Evansville Gerald Andrew Gettelfinger e l'arcivescovo emerito di Louisville Thomas Cajetan Kelly.
Nel febbraio del 2012 ha compiuto la visita ad limina.
Il 13 giugno 2017 papa Francesco lo ha nominato arcivescovo metropolita di Indianapolis. Ha preso possesso dell'arcidiocesi il 28 luglio successivo.
Nel giugno del 2019 l'arcivescovo Thompson ha chiesto a due scuole superiori cattoliche della sua arcidiocesi di non rinnovare i contratti con insegnanti che avevano contratto un matrimonio civile con una persona dello stesso sesso. Quando la Brebeuf Jesuit Preparatory School non si è conformata alla direttiva, l'arcivescovo Thompson ha deciso di privare la scuola gesuita del suo status di istituto cattolico. I gesuiti si sono appellati alla Santa Sede e la decisione è temporaneamente sospesa. L'insegnante della Brebeuf che è stato licenziato ha fatto causa all'arcidiocesi per danni. La Cathedral High School, anch'essa situata all'interno dell'arcidiocesi, ha deciso di conformarsi alla direttiva Thompson al fine di mantenere il suo status e l'associazione cattolica con l'arcidiocesi.

## Genealogia episcopale e successione apostolica
La genealogia episcopale è:
- Cardinale Scipione Rebiba
- Cardinale Giulio Antonio Santori
- Cardinale Girolamo Bernerio, O.P.
- Arcivescovo Galeazzo Sanvitale
- Cardinale Ludovico Ludovisi
- Cardinale Luigi Caetani
- Cardinale Ulderico Carpegna
- Cardinale Paluzzo Paluzzi Altieri degli Albertoni
- Papa Benedetto XIII
- Papa Benedetto XIV
- Papa Clemente XIII
- Cardinale Marcantonio Colonna
- Cardinale Giacinto Sigismondo Gerdil, B.
- Cardinale Giulio Maria della Somaglia
- Cardinale Carlo Odescalchi, S.I.
- Cardinale Costantino Patrizi Naro
- Cardinale Lucido Maria Parocchi
- Papa Pio X
- Papa Benedetto XV
- Papa Pio XII
- Cardinale Eugène Tisserant
- Papa Paolo VI
- Arcivescovo Gabriel Montalvo Higuera
- Arcivescovo Joseph Edward Kurtz
- Arcivescovo Charles Coleman Thompson

La successione apostolica è:
- Vescovo Robert John McClory (2020)